# نخود فرنگی (سرده)
نخود فرنگی (نام علمی: Pisum) نام یک سرده از زیرخانواده باقالی‌ها است.